# 스위안제
스위안제(중국어 정체자: 是元介, 병음: Shì Yuánjìe, 한자음: 시원개, Jay Shih, 1983년 10월 31일 ~ )는 대만의 배우이다. 파이완어 이름은 마카자야자야 마이쿠스(파이완어: Makazayazaya Maicus)이다.

## 방송
- 대자영웅
- 진적한자
- 배금여왕
- 연하38℃

## 영화
- 영어